# Avenida Tiradentes
A Avenida Tiradentes é uma das principais artérias do trânsito de São Paulo. Inicia-se na Estação da Luz e termina na Marginal Tietê, em continuidade ao eixo criado pela Avenida Prestes Maia.
Faz parte do corredor de ligação norte-sul da cidade, em conjunto com as avenidas 23 de Maio e Santos Dumont.
Sua construção deu-se no mandato de Antonio da Silva Prado, primeiro prefeito paulistano. Em sua extensão, além da Estação da Luz, localizam-se a Pinacoteca do Estado, o Parque da Luz, a Praça Coronel Fernando Prestes, o Museu de Arte Sacra de São Paulo contíguo ao Mosteiro da Luz (no qual residem as Irmãs da Ordem da Imaculada Conceição, as Concepcionistas), o Arco Remanescente do Presídio Tiradentes (onde muitos foram presos, incluindo Dilma Rousseff e Monteiro Lobato) e o 1°BPChoq da Polícia Militar, a ROTA (Rondas Ostensivas Tobias Aguiar). Também nela está a Faculdade de Tecnologia de São Paulo (FATEC-SP), figurando neste panteão de grandes instituições. Neste mesmo local, funcionou por mais de 60 anos a Escola Politécnica da Universidade de São Paulo, que foi finalmente transferida deste local para o bairro do Butantã em 1973, dando lugar a atual FATEC. Mas seu caminho já existia e era chamado antes de 1916 de "Estrada real de Guarepe", ou "Guaré", nome de um pequeno rio que corria na região.
Também encontram-se na avenida as estações Luz, Tiradentes e Armênia, pertencentes à Linha 1-Azul do Metrô de São Paulo. A via também costuma ser parte do percurso da Marcha para Jesus, realizada anualmente na capital paulista.

## Cultura popular
Até 1990, os desfiles de carnaval das principais escolas de samba da capital paulistana eram realizados na Avenida Tiradentes. Depois de luta, em 1991, na gestão da secretária de Cultura Marilena Chaui, as escolas de samba de São Paulo conseguem uma "casa própria", no Parque Anhembi, às margens do Rio Tietê. Desde então o sambódromo do Anhembi virou o palco principal do certame carnavalesco.